# Gregory (månekrater)
Gregory er et nedslagskrater på Månen. Det befinder sig på den nordlige halvkugle på Månens forside og er opkaldt efter den skotske astronom og matematiker James Gregory (1638-1675).
Navnet blev officielt tildelt af den Internationale Astronomiske Union (IAU) i 1970. 

## Omgivelser
Gregorykrateret ligger sydøst for Ibn Firnas-krateret og nord-nordøst for Bečvářkrateret. Omkring en kraterdiameter mod nord ligger det mindre Morozovkrater.

## Karakteristika
Gregory er et nedslidt og eroderet krater. Dets nordlige rand er meget ødelagt af senere nedslag. Satellitkrateret Gregory Q, som er af næsten samme størrelse, er forbundet med den sydvestlige ydre rand. I kraterbunden findes resterne af en lille kraterrand langs den indre kratervæg mod nordvest.
Øst for Gregory og forløbende mod sydøst ligger kraterkæden Catena Gregory.

## Satellitkratere
De kratere, som kaldes satellitter, er små kratere beliggende i eller nær hovedkrateret. Deres dannelse er sædvanligvis sket uafhængigt af dette, men de får samme navn som hovedkrateret med tilføjelse af et stort bogstav. På kort over Månen er det en konvention at identificere dem ved at placere dette bogstav på den side af satellitkraterets midte, som ligger nærmest hovedkrateret. Gregorykrateret har følgende satellitkratere:
| Gregory | Længde | Bredde   | Diameter |
| ------- | ------ | -------- | -------- |
| K       | 0,4° S | 128,5° Ø | 26 km    |
| Q       | 0,6° N | 125,7° Ø | 68 km    |

## Måneatlas
- Billeder af Gregorykrateret i LPI-måneatlasset